# Unterland (Liechtenstein)
Das Unterland ist eine Region und ein Wahlkreis (→ Wahlkreis Unterland) in Liechtenstein. Das Unterland setzt sich zusammen aus den am Eschnerberg liegenden Gemeinden Eschen, Gamprin, Mauren und Ruggell sowie der Gemeinde Schellenberg auf dem Eschnerberg.
Ende 2017 hatte das Unterland 13 793 Einwohner (36 % der liechtensteinischen Bevölkerung) und eine Fläche von 35,0 km² (22 % der liechtensteinischen Landesfläche).

## Geschichte

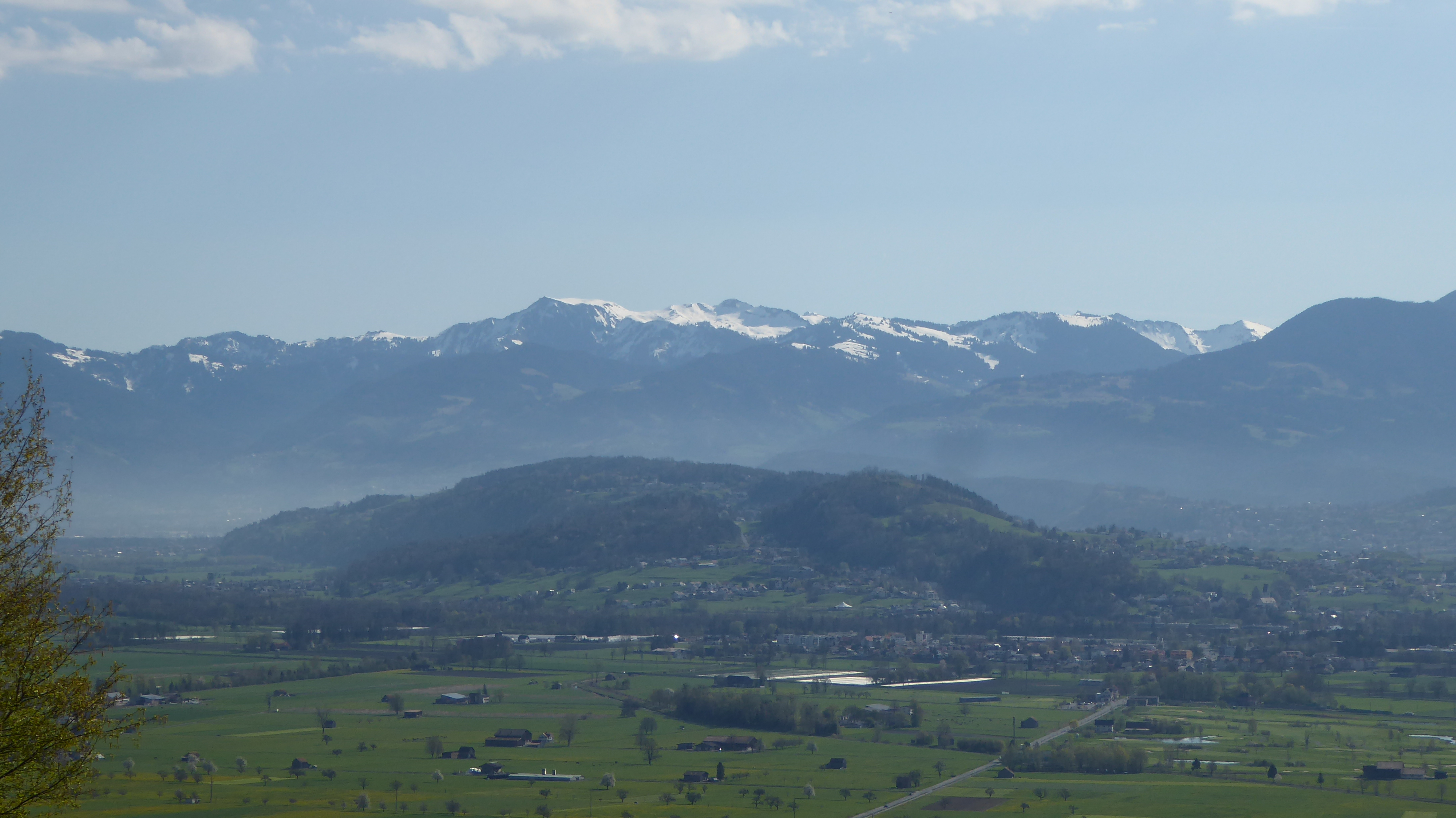
Eschnerberg, unmittelbar davor Gamprin-Bendern und rechts Eschen, hinter dem Eschnerberg Österreich

Das Unterland ist der nördliche Landesteil Liechtensteins und umfasst das Territorium der ehemaligen Herrschaft Schellenberg. Die Begriffe Unterland und Oberland sind offenbar erst in der zweiten Hälfte des 19. Jahrhunderts üblich geworden. Vorläufer waren spätestens ab dem frühen 18. Jahrhundert die Bezeichnungen Untere und Obere Landschaft. 1848 hatten Karl Schädler und Landvogt Johann Michael Menzinger erwogen, die Gemeinden Schaan und Planken dem kleineren Unterland zuzuschlagen.
Nachdem der Wert des Österreichischen Guldens, der seit 1859 gesetzliches Zahlungsmittel in Liechtenstein war, gesunken war, kam es zu Nachteilen im Handel mit der Schweiz und zu einer politischen Krise. Im Oberland wurde die Einführung der stabileren Goldwährung wie in der Schweiz gefordert. Die Unterländer trieben vor allem Handel mit Vorarlberg und sprachen sich grösstenteils für den Beibehalt des bisherigen Systems aus. Sie  setzten ihre Interessen gegen das grössere Oberland durch, worauf 1878 zwei eigenständige Wahlbezirke geschaffen wurden. Seither sichert eine garantierte Zahl von Landtagsabgeordneten und Regierungsmitgliedern dem Unterland seine Minderheitenrechte.

## Politik
Der Wahlkreis Unterland ist eines der beiden abgeschlossenen Wahlgebiete Liechtensteins. Eingegliedert sind die Gemeinden Eschen, Gamprin, Mauren, Ruggell und Schellenberg. Der Wahlkreis stellt insgesamt 10 Abgeordnete für den Landtag.
Der Wahlkreis nimmt den gesamten Raum der Region Unterland ein.

### Landtagswahl 2021
Die Landtagswahl 2021 fand am 7. Februar 2021 statt.
Es gab eine Stimmbeteiligung von 79,6 %. Stimmberechtigte gab es 7 247, davon haben 5 770 eine Stimmkarte abgegeben. Es gab einen Briefwähleranteil von 97,5 %.

#### Gewählte Kandidaten
| Name                          | Funktion         | Stimmen |
| ----------------------------- | ---------------- | ------- |
| Vaterländische Union          |                  |         |
| Gunilla Marxer-Kranz          | Abgeordnete      | 2 206   |
| Peter Frick                   | Abgeordneter     | 1 959   |
| Mario Wohlwend                | Abgeordneter     | 1 914   |
| Dietmar Lampert               | Abgeordneter     | 1 871   |
| Hubert Büchel                 | Stellvertreter   | 1 760   |
| Fortschrittliche Bürgerpartei |                  |         |
| Franziska Hoop                | Abgeordnete      | 2 091   |
| Johannes Kaiser               | Abgeordneter     | 2 068   |
| Daniel Oehry                  | Abgeordneter     | 2 067   |
| Karin Zech-Hoop               | Abgeordnete      | 2 055   |
| Thomas Hasler                 | Stellvertreter   | 2 049   |
| Freie Liste                   |                  |         |
| Patrick Risch                 | Abgeordneter     | 929     |
| Sandra Fausch                 | Stellvertreterin | 920     |
| Demokraten pro Liechtenstein  |                  |         |
| Herbert Elkuch                | Abgeordneter     | 1 694   |
| Erich Hasler                  | Stellvertreter   | 1 054   |
| Die Unabhängigen              |                  |         |
| Keine Abgeordneten gewählt    |                  |         |

## Grenze zum Oberland

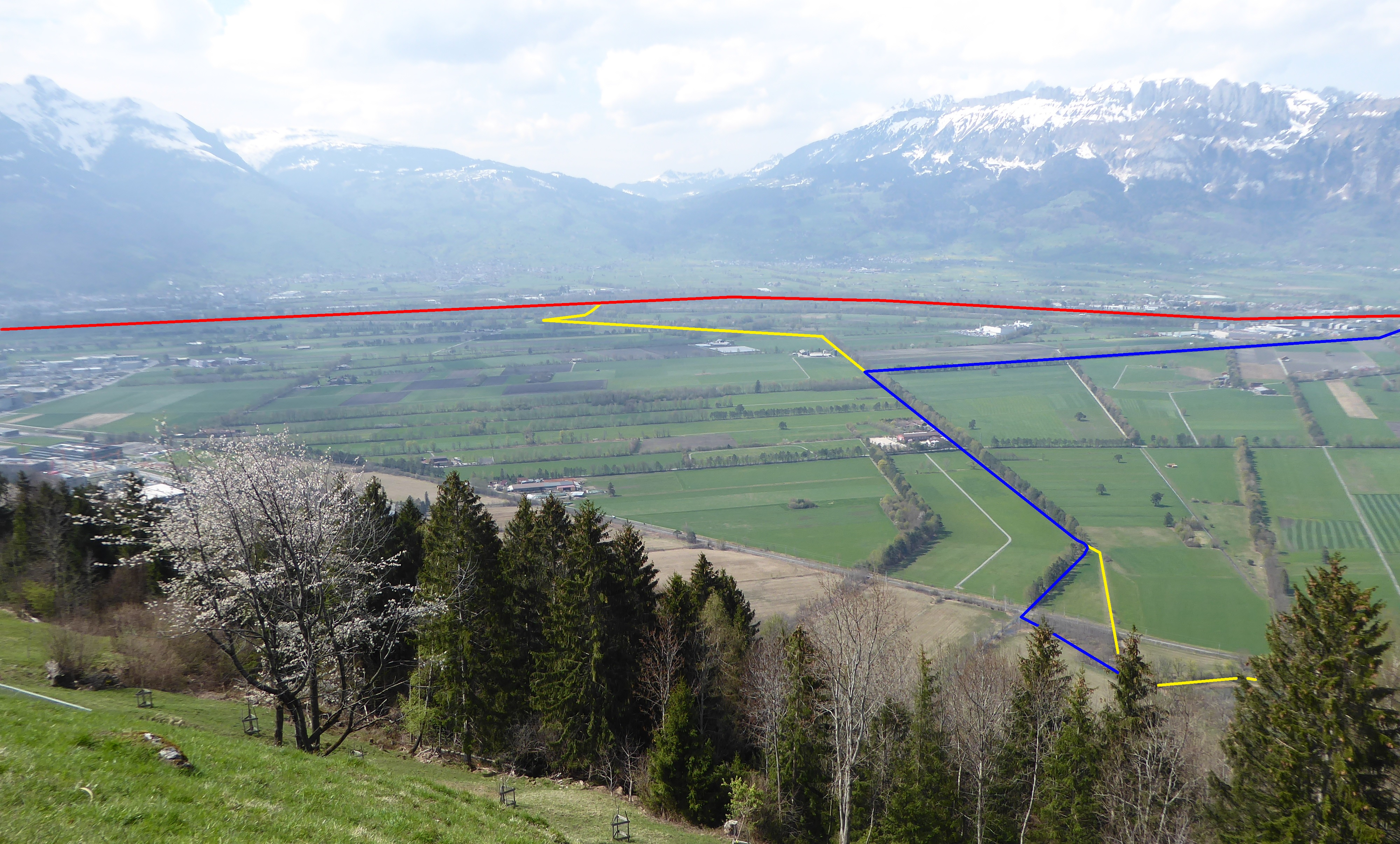
Blick von Planken auf die Grenze zwischen Oberland (links) und Unterland (rechts)
Blau: Scheidgraben
Gelb: Grenze zwischen Ober- und Unterland westlich und östlich des Scheidgrabens
Rot: Grenze zwischen Liechtenstein und der Schweiz

Die Grenze zwischen Unter- und Oberland bildet hauptsächlich der Scheidgraben. Er entspringt im Naturschutzgebiet Schwabbrünnen-Äscher, verläuft in Ost-West-Richtung durch das grosse Riet zwischen Eschen und Schaan und mündet in den Liechtensteiner Binnenkanal. Der Scheidgraben fällt jedoch heute im Landschaftsbild kaum mehr auf, anders als die Siedlungen der zwischen den beiden durch das Riet räumlich deutlich getrennten beiden Landesteile.

## Kulturelles
Für die kollektive Identität war neben der Zugehörigkeit zum Land Liechtenstein auch jene zu einem der beiden Landesteile – wie auch zu einer einzelnen Gemeinde – zumindest früher von Bedeutung. Unterland und Oberland unterscheiden sich im Dialekt (→ Liechtensteinische Mundarten). Die im Oberland für die Unterländer verwendete abwertende Bezeichnung «Tschügger» deutet auf eine mentale Abgrenzung hin.